# 松下▽
松下▽（まつした ぎゃくさんかっけい、1993年7月31日 - ）は、日本の俳優、タレント、モデル、ボディビルダー、ボディメイクトレーナーである。神奈川県出身。ホリプロ所属。元サンミュージックブレーン所属。
旧活動名は松下 雄一郎（まつした ゆういちろう）で、現在もトレーナーとしてはこの名義を使用している。

## 人物
趣味は、映画鑑賞・ヴィンテージ古着収集
特技は、軟式野球（9年）・ボクシング・水泳・殺陣（波濤流）・格闘（現代アクション）
鎌倉学園中学校・高等学校卒業後、2016年に明治大学卒業。
元々は松下雄一郎名義で活動していた痩せ型の体格の若手俳優だったが「自分には武器がない」と感じたことから、2016年よりフィットネスを始める。体を鍛え始めてちょうど1年のときに出場した2017年にNPCJの大会では、NORTH JAPAN OPENのフィジークノービス-175cmと、NEW GENERATION CLASSICのメンズアスリートモデルB部門で優勝を果たす。以降は筋肉を売りにボディメイクトレーナー、スタイリッシュボディビルコンペティター、フィットネスモデルとして活動。メインの活動名義も松下▽（まつした ぎゃくさんかっけい）に変更した。2019年からはホリプロに所属している。

## 出演

### テレビドラマ
- ダンダリン 労働基準監督官 第11話（最終話）（2013年12月11日、日本テレビ）
- お兄ちゃん、ガチャ（2015年1月10日 - 、日本テレビ）
- もしも、イケメンだけの高校があったら（2022年1月15日 - 3月19日、テレビ朝日） - 松下健治 役
- 婚活探偵 第5話（2022年2月5日、BSテレ東） - 北川大輝 役

### テレビ
- 今夜はアリエナイト 黄執事（2013年7月 - 、フジテレビ）
- 今夜はアリエナイト〜みんなとオマエラのうた〜 怒苦露組（2013年10月 - 、フジテレビ）
- 短歌de胸キュン（2014年4月 - 、NHK Eテレ）レギュラーメンバー
- NHK短歌（2014年8月17日、NHK Eテレ）
- オールナイトフジコ（2023年8月12日、フジテレビ）

### 配信ドラマ
- 元カレ図鑑（2025年1月14日、YouTube 他）[5]

### 舞台
- CLOCK ZERO〜終焉の一秒 反逆者役（2014年3月12日 - 17日、星稜会館ホール）

### DVD
- 舞台 CLOCK ZERO〜終焉の一秒 公演DVD（2014年9月17日発売）

### ライブ
- お台場合衆国2013 今夜はアリエナイト（2013年7月26日）

### 過去の出演番組
- かながわ旬菜ナビ（2022年4月3日 - 2023年3月26日、tvk）- 6代目旬菜キャッチャー